# Slobodna Bosna
Slobodna Bosna (Pronuncia in bosniaco:[slôbodnaː bôsna] in italiano: Bosnia libera) è un settimanale d'inchiesta con sede a Sarajevo, Bosnia Erzegovina.

## Profilo
Le frequenti inchieste investigative realizzate e pubblicate dalla testata su casi di corruzione hanno portato svariati politici a citare in giudizio il caporedattore Senad Avdić. Il 23 giugno 1999 la Corte municipale di Sarajevo ha condannato Avdić a due mesi di reclusione, condanna poi sospesa, per diffamazione. Il Comitato per la Protezione dei Giornalisti ha condannato la sentenza contro Senad Avdić definendola una violazione delle norme internazionali in merito alla libertà di stampa.
La stessa organizzazione, CPJ, riporta numerosi casi nei quali giornalisti del settimanale Slobodna Bosna avrebbero subito attacchi personali in conseguenza del proprio lavoro, fra i quali risultano anche minacce rivolte apertamente da politici locali all'allora redattore Edin Avdić.
Di recente, anche da parte di istituzioni internazionali quali il Rappresentante OSCE per la libertà di stampa ha condannato gli attacchi subiti dalla testata, quali il tentativo di appiccare il fuoco all'entrata della sede di Slobosna Bosna, nel settembre 2013.
Dall'inizio del 2016, il settimanale ha cessato la pubblicazione cartacea ed è ora disponibile solamente on-line. Questa svolta è stata giudicata da alcuni osservatori locali come la prova di un attacco ai danni del giornalismo indipendente: il portale fairpress.eu, in un'analisi pubblicata in seguito alla diffusione della notizia, sostiene infatti che nella decisione di sospendere la stampa del settimanale per mantenerne solo una versione digitale si scorgano i risultati di forti pressioni economiche.
La rivista ha un atteggiamento fortemente laico